# Hallsta Basket
KFUM Hallstahammar Basket eller Hallsta Basket är en basketbollklubb från Hallstahammar. Klubben grundades 1985 som Hallstahammars Bollidrotts Klubb, HBIK med både basket och innebandy på programmet. Efter att innebandyverksamheten avstannat kvarstod basketen som egen sport. 1993 namnändrades föreningen till Hallsta Basket Klubb. Efter att föreningen gått med i KFUK-KFUM namnändrades föreningen åter, nu till KFUM Hallstahammar Basket, men beteckningen Hallsta Basket lever vidare inofficiellt och på föreningens klubbmärke. 

## Hallstahammar Basketbollklubb
2006 omorganiserades klubben varvid ungdomsverksamheten och ett utvecklingslag som deltar i seniorseriespelet lades i klubben Hallstahammar Basketbollklubb, HBBK. Elitsatsningen ligger kvar i KFUM Hallstahammar. De båda klubbarna är nära knutna till varandra och använder båda begreppet Hallsta Basket om sig. 

## Meriter
Efter starten 1985 har klubbens herrlag avancerat till Basketettan, Sveriges näst högsta serie. 